# Indywidualne Mistrzostwa Polski na Żużlu 1965
Indywidualne Mistrzostwa Polski na Żużlu 1965 – zawody żużlowe, mające na celu wyłonienie medalistów indywidualnych mistrzostw Polski w sezonie 1965. Rozegrano cztery turnieje ćwierćfinałowe, dwa półfinały oraz finał, w którym zwyciężył Stanisław Tkocz.

## Finał
- Rybnik, 12 września 1965
- Sędzia: ?

| Msc. | Zawodnik               | Klub           | Pkt   |             |  |
| ---- | ---------------------- | -------------- | ----- | ----------- |  |
| 1    | Stanisław Tkocz        | Rybnik         | 15    | (3,3,3,3,3) |  |
| 2    | Andrzej Wyglenda       | Rybnik         | 14    | (2,3,3,3,3) |  |
| 3    | Andrzej Pogorzelski    | Gorzów Wlkp.   | 12 +3 | (2,3,2,3,2) |  |
| 4    | Marian Kaiser          | Gdańsk         | 12 +2 | (3,2,3,2,2) |  |
| 5    | Joachim Maj            | Rybnik         | 10    | (3,1,2,1,3) |  |
| 6    | Zbigniew Podlecki      | Gdańsk         | 10    | (2,3,2,2,1) |  |
| 7    | Marian Rose            | Toruń          | 7     | (1,0,3,3,0) |  |
| 8    | Antoni Woryna          | Rybnik         | 7     | (0,2,u,2,3) |  |
| 9    | Jerzy Padewski         | Gorzów Wlkp.   | 7     | (1,1,2,1,2) |  |
| 10   | Jan Mucha              | Świętochłowice | 5     | (0,2,1,0,2) |  |
| 11   | Paweł Waloszek         | Świętochłowice | 4     | (1,2,0,1,0) |  |
| 12   | Adolf Słaboń           | Wrocław        | 4     | (0,1,1,1,1) |  |
| 13   | Stefan Kępa            | Rzeszów        | 3     | (3,0,–,–,–) |  |
| 14   | Edmund Migoś           | Gorzów Wlkp.   | 3     | (1,0,1,0,1) |  |
| 15   | Wiktor Waloszek        | Świętochłowice | 2     | (2,0,0,0,0) |  |
| 16   | Henryk Żyto            | Gdańsk         | 1     | (0,1,0,0,0) |  |
|      | rez. Stanisław Skowron | Opole          | 4     | (1,2,1)     |  |